# بوبي هندرسون
بوبي هندرسون (بالإنجليزية: Bobby Henderson)‏ (1 يناير 1917 في المملكة المتحدة - 1 يناير 2006) هو لاعب كرة قدم بريطاني (وحمل سابقاً جنسية المملكة المتحدة لبريطانيا العظمى وأيرلندا) في مركز حراسة المرمى. لعب مع دندي يونايتد ونادي بارتيك ثيسل ونادي دندي.